# Gustavia fosteri
Gustavia fosteri är en tvåhjärtbladig växtart som beskrevs av Scott A. Mori. Gustavia fosteri ingår i släktet Gustavia och familjen Lecythidaceae. IUCN kategoriserar arten globalt som sårbar.
Artens utbredningsområde är Panamá. Inga underarter finns listade i Catalogue of Life.